# Pine Island (Teksas)
Pine Island – miasto w Stanach Zjednoczonych, w stanie Teksas, w hrabstwie Waller.